# Tenne (Reichenbach)

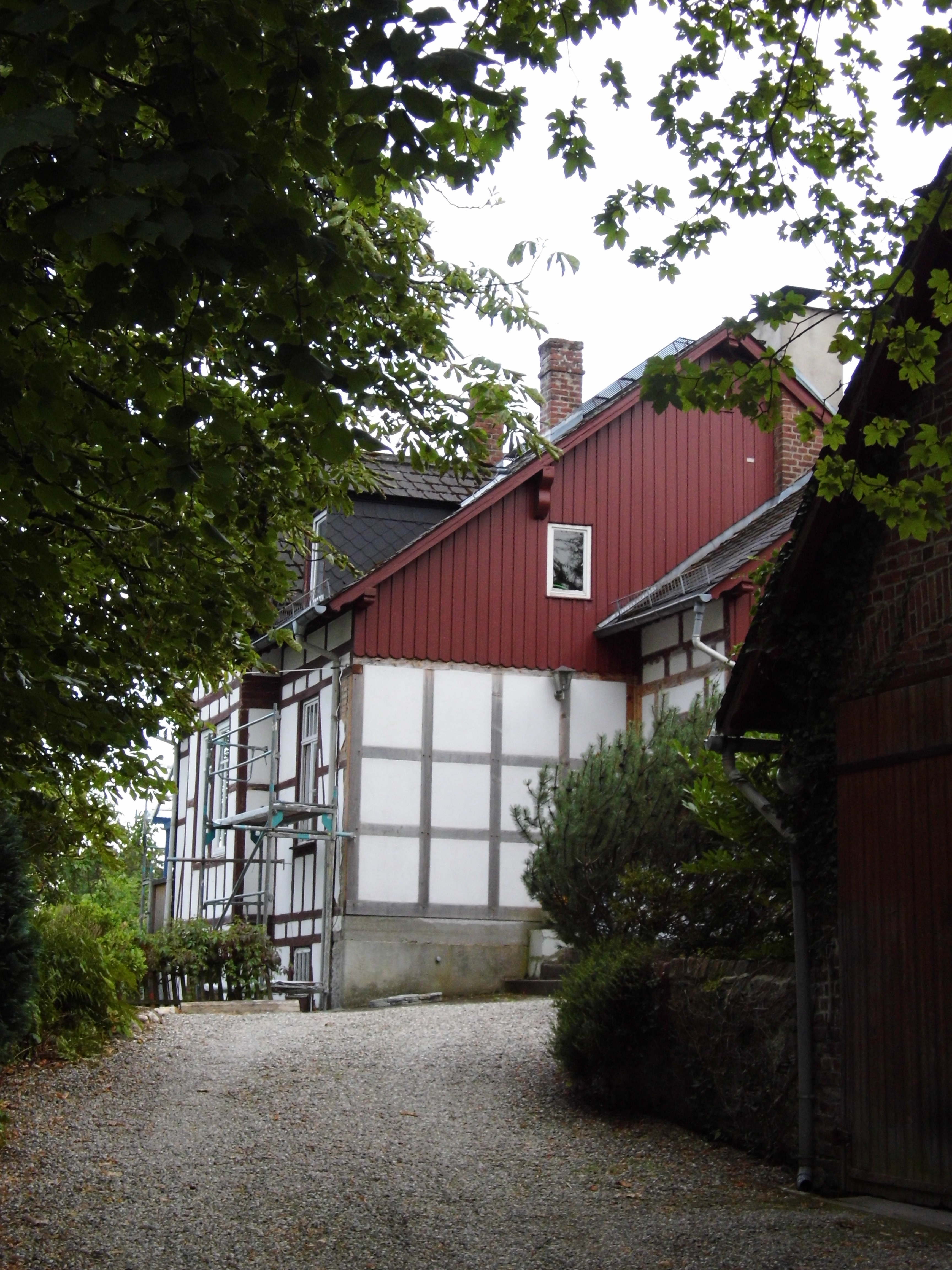
Gebäude von der Einzelsiedlung Tenne

Tenne ist eine  Einzelsiedlung des Waldemser Ortsteils Reichenbach im südhessischen Rheingau-Taunus-Kreis und liegt auf einer Höhe von 458 m NHN.

## Geographie
Der Einzelsiedlung Tenne liegt im östlichen Hintertaunus des  Naturparks Rhein-Taunus westlich der B 275 und südlich der nahe der Siedlung von dieser abzweigenden Landesstraße L 3031. Auf der östlichen Seite der B 275 steht das „Alte Forsthaus Tenne“. Etwa 1 km südlich davon liegt Reichenbach.

## Geschichte Vornutzung
In altgermanischer Zeit diente das Areal als Thing- und Opferplatz.
Vor dem 19. Jahrhundert waren dort noch weiter Gebäude. Vermutlich durch den Dreißigjährigen Krieges und Streitigkeiten Ende des 17. Jahrhunderts wurden die Häuser verlassen.
Die Tenne war bekannt durch ein Ausflugshotel. Dieses war im Jahr 1900 durch Karl Bachon gegründet worden und war bis 1963 im Besitz der Familie Gemmer bis Emilie Gemmer das Anwesen an Familie Pauly verkaufte. Diese verkaufte es an Paul Schäfer, der es mit geringem Erfolg weiterbetrieb. Mitte der 1970er Jahre kam es zu einer Brandstiftung, die keinen großen Schaden anrichtete, da ein Starkregen das Feuer löschte. Etwa seit dieser Zeit stand das Hotel leer und verfiel. 1985 wurde der Betrieb insolvent und das Gebäude wurde zwangsversteigert. Erwerber war der Hauptgläubiger, die Volksbank Bad Camberg, die für 800.000 Mark den Zuschlag erhielt. Diese verkaufte es 1989 für 500.000 Mark an den Bruder des Box-Promotors Eberhard Thust, Wolfgang Thust. Angeblich plante dieser den Umbau in ein Bordell, dies wurde jedoch nie genehmigt. In der Nacht zum Montag, dem 3. Juni 1996 brach ein Feuer im Hotel aus, die Feuerwehr wurde um 3:15 Uhr alarmiert. Etwa 70 Feuerwehrkräfte waren im Einsatz, konnten das Gebäude aber nicht retten. Der Sachschaden wurde auf 250.000 Mark geschätzt. Am Brandort wurden Benzinkanister gefunden, die Polizei ging von Brandstiftung aus.

## Denkmalschutz
Die Siedlung Tenne stand längere Zeit unter Denkmalschutz und wurde wie folgt vom Landesamt für Denkmalpflege beschrieben: 

„Bebauung des Gebietes mit den Flurbezeichnungen Auf dem Tenn und Tenne. Dazu gehören neben dem ehemaligen Gasthaus: Wohngebäude mit Remise aus dem späten 19. Jahrhundert (verändert und verkleidet, moderne Anbauten, Nebengebäude Sichtfachwerk); zwei um 1900 erbaute Landhäuser (beide mit Satteldach, verputzt, teilweise verschiefert, Fachwerk) mit kleinen Nebengebäuden und gemeinsamer Einfriedung durch schmiedeeisernen Gitterzaun; ein kurz nach 1900 entstandenes ehemaliges Jagd- oder Forsthaus Haus Jägerlust, mit Nebengebäude, Baukörper mit versetzten Giebeln, hell verputztes Erdgeschoss, darüber senkrechte Verbretterung von Obergeschoss- und Giebelzonen.“

Stand November 2023 besteht der Denkmalschutz nicht mehr.

## Infrastruktur
Die Straßen B275 / L3031 führt vor den Gebäuden vorbei. Die Tenne ist auch ein Bergpass.
Unterhalb beginnt der Reichenbach. Die Postleitzahl lautet 65529 und Vorwahl ist 06087.